# Ступино (Дмитровский городской округ)
Ступино — деревня в Дмитровском районе Московской области, в составе сельского поселения Куликовское. Население — 9 чел. (2010). До 2006 года Ступино входило в состав Зареченского сельского округа.

## Расположение
Деревня расположена на северо-западе района, на границе с Тверской областью, примерно в 36 км к северо-западу от Дмитрова, на правом берегу реки Сестры, высота центра над уровнем моря 119 м. Ближайшие населённые пункты — Липино на северо-востоке, Назарово на юго-востоке и Слободка, Тверской области, на юге, на противоположном берегу реки.

## Население
| 2002 | 2006 | 2010 |
| ---- | ---- | ---- |
| 20   | ↗24  | ↘9   |